# Diable
Pour les articles homonymes, voir Diable (homonymie).
« Diabolique » redirige ici.  Pour le film de 1996, voir Diabolique (film).
« Malin » redirige ici.  Pour le village irlandais, voir Malin (Irlande).
 (avril 2022).
Motif : Cet article n'est fondé sur aucune étude universitaire pour un sujet qui n'en manque pas ; il est truffé d'affirmations douteuses et non sourcées.

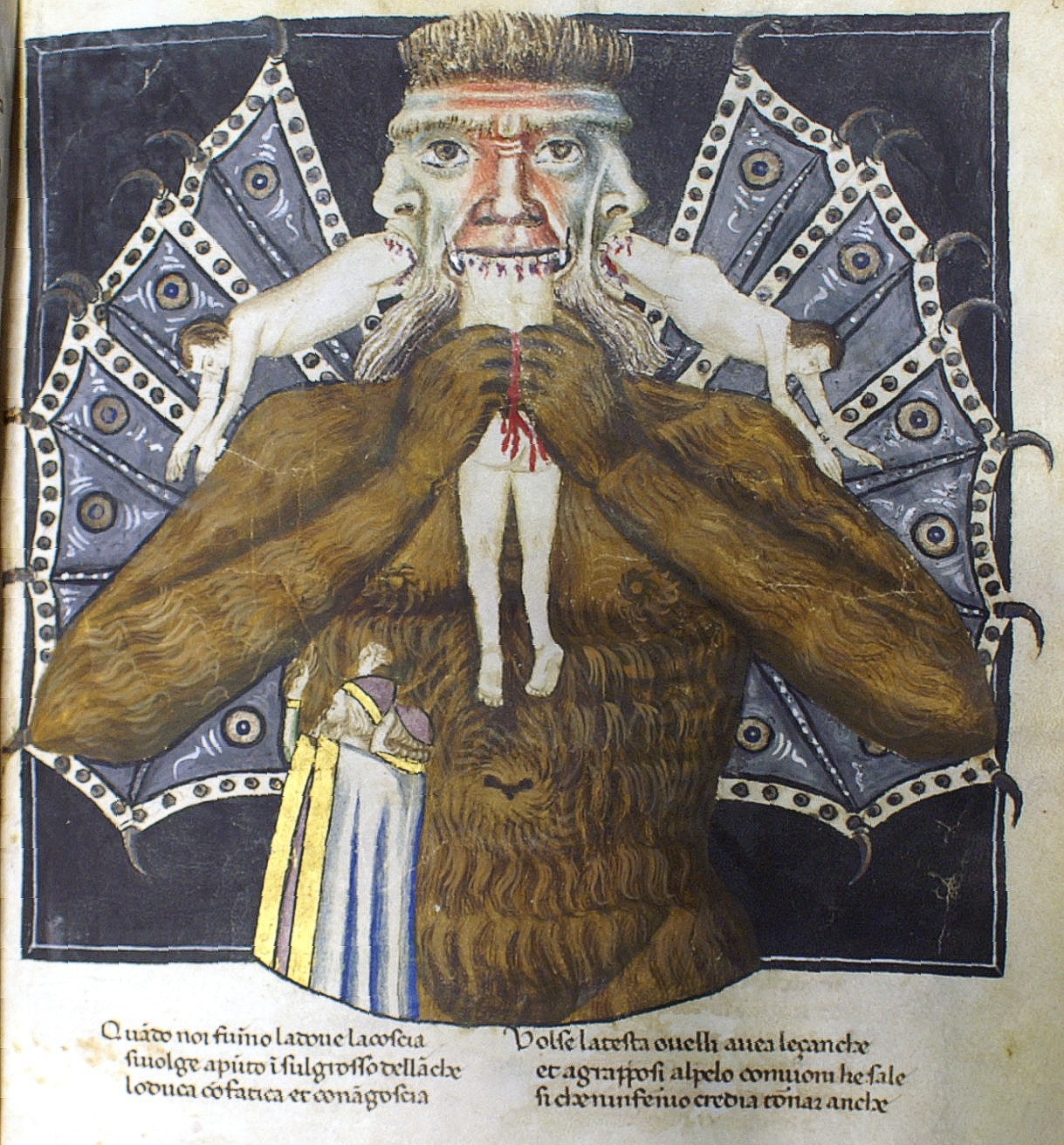
Miniature du XIVe siècle illustrant la description que Dante Alighieri fait de Lucifer dans la Divine Comédie (au dernier chant de l'Enfer).

Le diable (en latin : diabolus, du grec διάβολος / diábolos, issu du verbe διαβάλλω / diabállô, signifiant « celui qui divise » ou « qui désunit » ou encore « trompeur, calomniateur ») est une entité personnifiant l'esprit du mal. Les conceptions qu'on peut en avoir sont très variables et contextuelles. Il peut s'agir d'une unique entité source de la totalité du mal, Diable étant alors l'un de ses noms propres, au côté d'autres noms comme Lucifer ou Satan dans la Bible, Iblis (« le désespéré ») dans le Coran, etc.. Le diable peut aussi être une entité aisément trompée par un humain un peu astucieux, dans des contes folkloriques. C'est également un nom commun désignant des personnages mythologiques malfaisants également dotés d'un nom propre comme Méphistophélès ou Belzébuth
La religion liée au culte du diable en tant qu'expression de Dieu est le satanisme. Le problème de l'existence du mal, ou du fait que le diable peut agir pour susciter le mal, est le sujet de la théodicée.
Les représentations du diable sont très variables, y compris au sein d'une même culture, traduisant la grande variété des formes du mal. L'un des aspects du mal étant le désordre cosmique, le diable brouille les frontières entre l'humain et l'animal, le masculin et le féminin, etc.[réf. souhaitée] ; il peut être purement animal (ours, bouc, dragon, serpent, rapace, etc.), prendre une forme humaine, ou celle d'une créature chimérique. Il est doté le plus souvent de traits hideux et repoussants, mais parfois aussi séducteurs. Il est souvent montré en train d'accomplir un acte vil (torturer, manger des enfants, forniquer, etc.) ou d'être terrassé par un esprit du bien.
L'idée d'une entité représentant la personnification du mal sous tous ses aspects et combinant les fonctions de maître de l'inframonde (l'enfer), destructeur du cosmos et responsable des pires aspects de l'humanité semble être apparue avec le monothéisme. Dans les religions antérieures, les divinités sont plutôt maîtresses d'un domaine particulier dans lequel elles président aussi bien au mal qu'au bien (à l'exemple d'Apollon qui est à la fois celui qui apporte la maladie et la guérison). L'élaboration de cette figure originale emprunte peut-être aux religions polythéistes pratiquées au Moyen-Orient.
Dans le manichéisme, le « mal » est à égalité avec le principe du « bien », l'un et l'autre correspondant à dieu. Dans la tradition judéo-chrétienne, le « mal » et le « bien » ne sont pas égaux : les anges déchus étaient des créatures de Dieu qui n'ont pas été créés mauvais mais ont chu en se voulant les égaux de Dieu et en le rejetant ; eux et leur chef appelé « le diable » tentent de répandre le mal en agissant auprès des hommes et des femmes par la tentation. Ce faisant, le diable a rejeté le bien et il est à l'origine du mal : « Il a été meurtrier dès le commencement, et il ne se tient pas dans la vérité, parce qu'il n'y a pas de vérité en lui. Lorsqu'il profère le mensonge, il parle de son propre fonds ; car il est menteur et le père du mensonge » (Jean chapitre 8 verset 44).

## Personnifications du mal dans les religions polythéistes

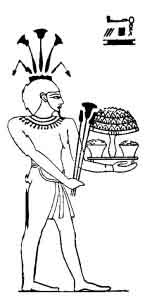
Hâpy.

Il semble que la notion de division de puissance en une force du bien et une du mal soit relativement récente dans l’histoire des croyances. Dans les cultes plus anciens, le bien et le mal sont tous deux issus de la même déité, puisque celle-ci est considérée comme contenant tout ce qui existe. La même déité est donc à la fois capable de bien et de mal. Un exemple en est donné par la déesse à tête de lionne de l’Égypte antique Sekhmet qui détruit l’humanité (sur ordre de Rê) mais qui est aussi vénérée pour son pouvoir de protection et de guérison. On peut aussi citer Loki, dieu scandinave qui tue vicieusement Baldr, mais qui sauve le domaine des dieux Aesirs de la géante Skadi.
Dans les religions primitives, chaque clan ou tribu possède son dieu avec tous ses attributs, cause du bien et du mal qui arrive aux hommes. Le polythéisme est considéré, dans cette argumentation, comme un rapprochement des divers clans, chacun possédant sa propre divinité. L’union d'un dieu mâle et d’une déesse femelle reflète l’union réussie et égalitaire de deux clans. Lorsqu’au cours du rapprochement de deux clans, une divinité en remplace une autre pacifiquement, elle est alors décrite comme ayant été engendrée par l’ancien dieu : elle est le fils ou la fille de ce dieu alors déchu et dont le culte devient secondaire.
 Enfin, et c’est là que l’origine du principe du mal personnifié pourrait résider, lorsqu'un clan est belliqueusement conquis, la déité de ce clan se voit attribuer tous les principes mauvais et est considérée par les conquérants comme la source de tout mal et, par conséquent, fait peur et devient crainte. Un exemple de cette théorie est donné par l’évolution du culte de Seth (Setekh) dans l’Égypte antique au profit de celui d’Horus, voir le paragraphe ci-dessous consacré à l'Égypte.
La plupart des religions précédant le christianisme intègrent un ou plusieurs dieux incarnant le mal, qui par certains aspects rappellent le diable des religions monothéistes. Contrairement à la vision chrétienne cependant, ces divinités ont généralement un double visage et parallèlement à leur dimension malveillante, sont l'objet d'un culte pour leurs aspects positifs. Elles ne sont en outre fréquemment la cause que d'une des facettes du mal et de ses manifestations.

### Mésopotamie
La religion mésopotamienne est l'une des premières à représenter l'univers comme le champ de bataille de l'affrontement cosmique entre le bien et le mal. L'épopée de Gilgamesh, le plus ancien texte connu, marque déjà la première apparition d'un personnage diabolique dans la figure de Huwawa. Ce géant monstrueux garde la forêt de cèdres dans laquelle Gilgamesh veut couper le bois qui manque à son peuple. Gilgamesh occit le monstre mais n'en retire aucune gloire et se voit au contraire puni par Enlil, seigneur du ciel et roi des dieux. Huwawa au-delà de ses aspects terrifiants (« son rugissement est comme celui d'une tempête, sa bouche est le feu et son souffle est la mort ») représente en effet une force naturelle au caractère sacré.

### Perse
Zarathoustra bouleverse la religion perse (le mazdéisme) en remplaçant les dieux existants par deux entités, l'une bénéfique, Ahura Mazda, dieu de la lumière apportant l'ordre, l'autre Ahriman ou Angra Mainyu, présidant aux forces destructrices. Cependant, Ahriman est subordonné à Ahura Mazda. Cette interprétation donne au dieu bienveillant le rôle de juge ultime qui laisse les démons tenter l'humanité et n'intervient qu'en dernier recours pour empêcher la victoire du mal.

### Égypte

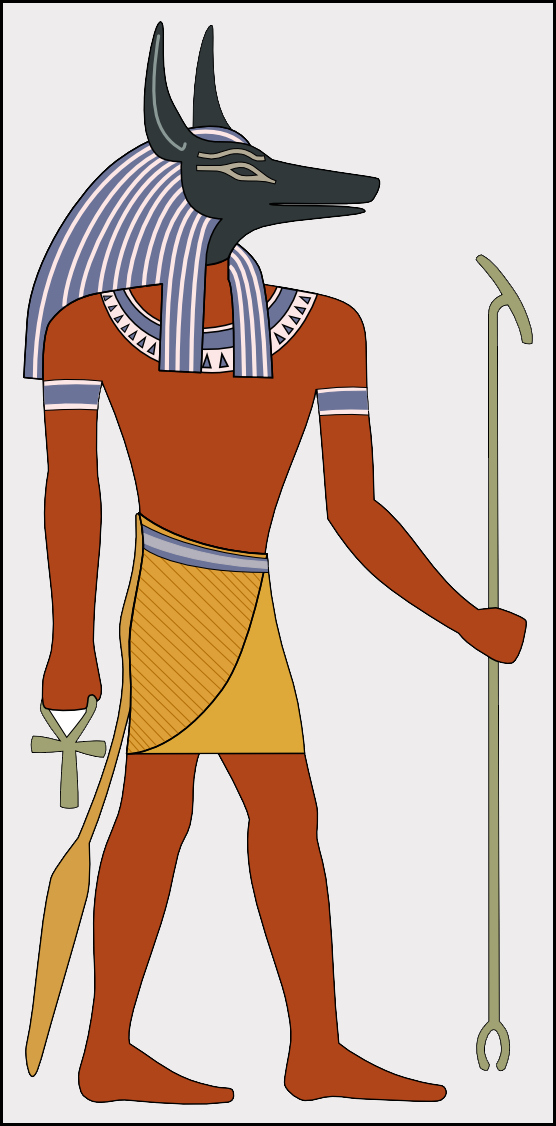
Anubis, le seigneur de la nécropole.

Les Égyptiens n'avaient pas à proprement parler de diable dans leur panthéon. Le mal pourrait être associé à Seth qui découpa son frère Osiris. Pour ce qui est de l'au-delà, la tradition voulait que la déesse Maât pèse le cœur des morts à l'aide de la plume de la vérité. Si l'homme avait des choses à se reprocher alors le cœur était plus lourd que la plume et le cœur du condamné finissait avalé par Ammit, un démon femelle mélangeant hippopotame, lion et crocodile et se retrouvait alors, selon leurs croyances, dans le néant où, selon certaines versions, il était battu pour l'éternité par neuf démons, hommes à tête de chacal, armés de couteaux (l'équivalent des diables de l'Enfer dans les traditions chrétiennes). Anubis, souvent considéré à tort comme le diable égyptien n'avait d'autre rôle que de guider les morts et de veiller sur la nécropole où étaient admis les gens jugés dignes d'y rester. Pour les peuples de Basse Égypte, Seth était un dieu bienveillant, rôle occupé par Horus (et Osiris) en Haute Égypte. Lors de l’unification de la haute et de la basse Égypte, Horus et Seth devinrent, dans un premier temps, frères, et furent vénérés comme un dieu bifide Hâpy, puis, le temps aidant, Seth fut considéré comme inférieur à Horus pour finalement personnifier la source de tout mal, le Satan de l’ancienne Égypte. Seth fut fréquemment représenté comme un serpent noir, un porc noir ou encore par un homme aux cheveux roux. Les mots rouge et désert — la basse Égypte où Seth était vénéré est désertique — sont très proches l’un de l’autre en hiéroglyphique égyptien. On trouve un point de vue intéressant sur la confrontation d'Horus et de Seth dans La magie d'Hénok, en particulier dans la quatrième partie. Hiramash y avance l'idée que Seth était le dieu de la Volonté, représentant l'époque matriarcale de l'Humanité, tandis qu'Horus était le dieu de l'Amour, représentant l'époque patriarcale qui aurait suivi. Horus aurait, selon cet auteur, évincé Seth pour installer un règne de puissance, prétextant l'Amour pour se détourner de la sexualité et des forces de la Terre ; Seth est alors « requalifié en diable » par Horus le vainqueur, et par conséquent tout ce qui est féminin sera désormais considéré comme au mieux inférieur, au pire diabolique. Toujours selon cette hypothèse, le règne d'Horus marquerait le début des grandes institutions, des États et des polices dans le monde entier.

### Grèce

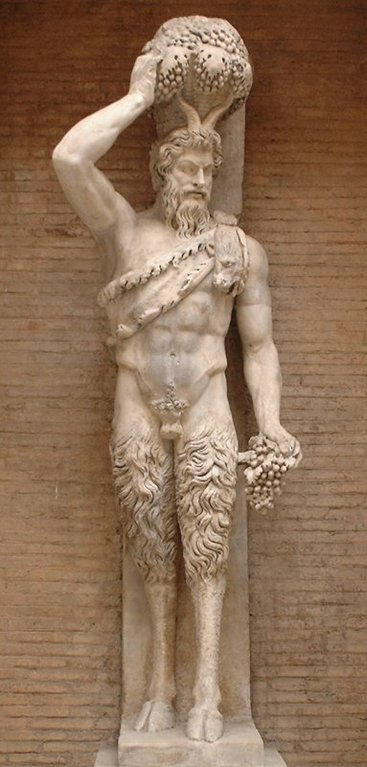
Haut-relief de Pan, connu comme « satyre della Valle », près du théâtre de Pompée.

Si la distinction entre le bien et le mal est parfois diffuse, de nombreuses déités présentent deux facettes, l'une bienveillante et l'autre malveillante. Hésiode affirme néanmoins que les mauvaises actions sont punies par les dieux qui confient aux Érinyes la tâche de tourmenter ceux qui vont contre les lois du cosmos. C'est avec Platon qu'apparaît une distinction plus claire entre l'aspiration au monde des idées et la tentation de céder aux besoins matériels, une opposition inspirée notamment par le combat de Zeus et Dionysos contre les Titans.
Les philosophes de la Grèce antique ont cependant une faible influence sur la vision anthropomorphique que leurs contemporains, dans toutes les strates de la société, ont des dieux et expliquent encore par des travers très humains les vicissitudes de leur existence.
La mythologie grecque marque la représentation du démon dans le christianisme médiéval, en particulier à travers Hermès — le messager des dieux est en effet également le dieu des voleurs et celui qui mène les morts dans l'infra-monde — mais surtout son fils, Pan.  Celui-ci transmettra en effet au diable cinq de ses traits de caractère les plus reconnaissables : les sabots, les cornes, le bouc, les pattes velues et l'odeur pestilentielle. Satan héritera en outre de sa dimension de personnification de l'érotisme.[réf. nécessaire] En particulier, sous l'influence d'Augustin d'Hippone et d'autres Pères de l'Église qui voient dans la recherche effrénée de l'érotisme un obstacle à la vie de l'âme, les artistes se tourneront vers Pan comme source d'inspiration pour la représentation d'un démon qui en faisant paraître les séductions terrestres comme des absolus, détourne de la vie spirituelle.

## Dans les religions abrahamiques

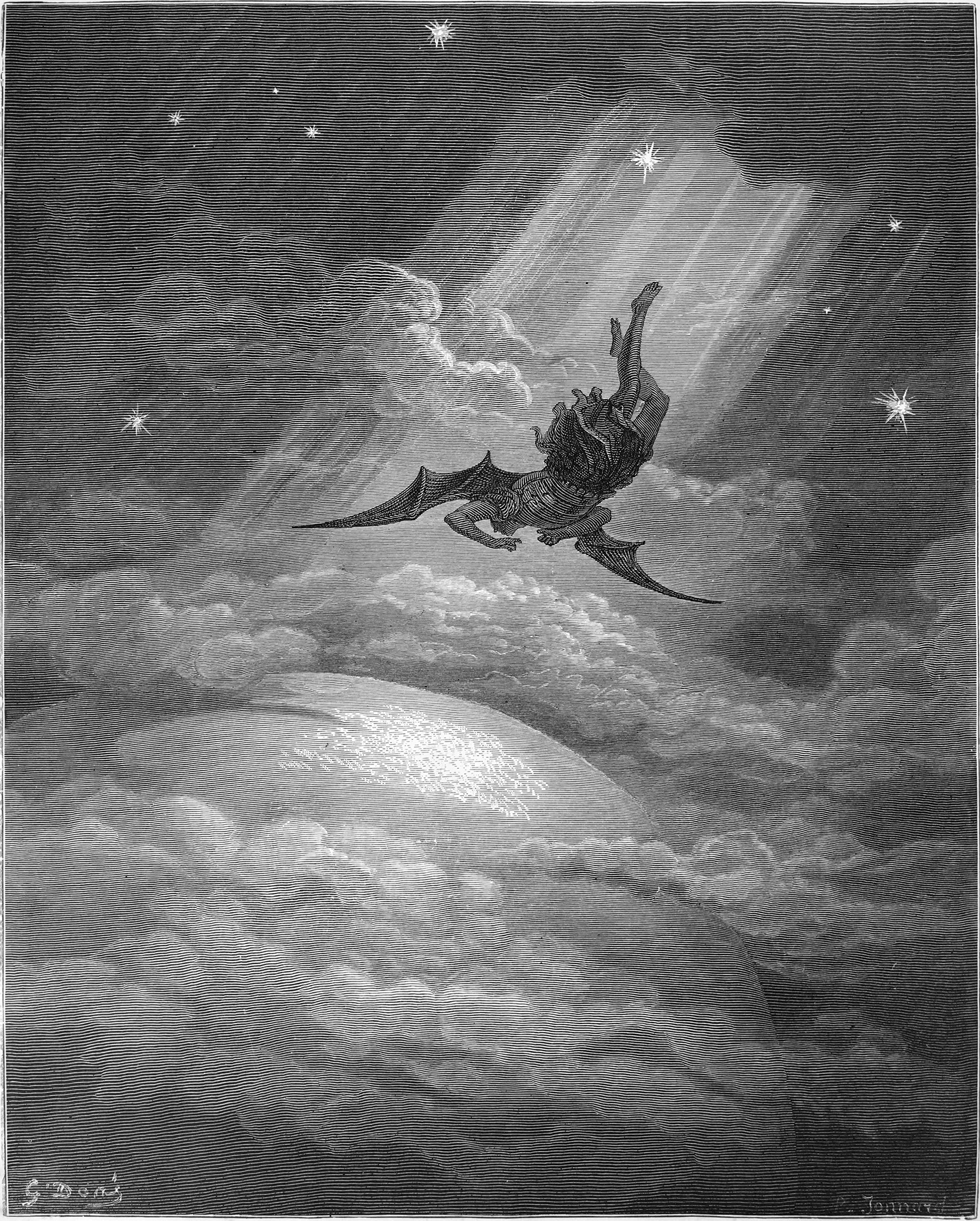
Un ange déchu du Paradis, par Gustave Doré.

D'un point de vue théologique, le diable est considéré comme un ange révolté contre Dieu, déchu et précipité en enfer (sur terre), qui pousse les humains à faire le mal. Si certaines[Lesquelles ?] traditions considèrent que le mal vient aussi de Dieu, et que le diable n'est qu'un de ses aspects ou de ses agents, la plupart lui donnent une dimension autonome. Dans ce cas, selon certains, Dieu laisse dans une certaine mesure le champ libre au diable, tout en conservant la possibilité de le ré-enchaîner, alors que pour les Manichéens la lutte entre ces deux forces ne peut être arbitrée que par l'Homme.

### Judaïsme
Le judaïsme est monothéiste. Dieu est adoré pour sa bonté et redouté pour sa colère ; il est unique, transcendant, omnipotent et éternel : « Je forme la lumière et je crée les ténèbres, je fais le bonheur et je crée le malheur : c'est moi, le Seigneur, qui fais tout cela. » Le concept de diable est associé dans la Bible à trois figures : le Serpent de la Genèse, l'ange déchu évoqué par les Psaumes, Isaïe et Ézéchiel ; le Satan évoqué par le Livre de Job et le Premier livre des chroniques.

#### Serpent
Dans la Genèse, un serpent, doué de parole et résidant dans le jardin d'Éden, séduit la première femme, Ève, l'incitant à manger du Fruit défendu de l'Arbre de la connaissance du bien et du mal, ce qui entraînera l'expulsion du jardin d’Éden, et vaudra au Serpent d'être maudit, de marcher sur le ventre (il n'était donc pas apode), et de manger de la poussière tous les jours de sa vie. De plus, sa postérité et celle de la femme se livreront une guerre constante, on lui écrasera la tête, il leur blessera le talon (Gen. 3:14-15).
Le Nahash n'est pas nommé ni identifié à Satan dans le Livre de la Genèse, ni à une divinité comme dans les autres systèmes de croyance, quoiqu'il apparaisse comme un des rares animaux du Pentateuque à pouvoir parler. Le mot que la Bible emploie pour « rusé » (עַרְם / eirom) est très proche de l'adjectif « nu » (עָרוּם / aroum).

#### Anges déchus
Le Psaume 82, préfigurant la descente aux enfers de Satan, indique : « Dieu s'est dressé dans l'assemblée divine, au milieu des dieux, il juge : […] Je le déclare, vous êtes des dieux, vous êtes tous des fils du Très-Haut, pourtant vous mourrez comme les hommes, vous tomberez tout comme les princes. » Mais il s'agit d'un avertissement aux dieux secondaires (à une époque où Israël n'est pas encore complètement monothéiste) ou si l'on veut aux "anges" qui font mal leur travail. Il n'est nullement question de rébellion contre le Dieu suprême.
Le Livre d'Isaïe contient un passage qui a été interprété comme une mention de la chute de l'ange rebelle : « Te voilà tombé du ciel, Astre brillant, fils de l'aurore ! Tu es abattu à terre, Toi, le vainqueur des nations ! Tu disais en ton cœur : Je monterai au ciel, J'élèverai mon trône au-dessus des étoiles de Dieu ; Je m'assiérai sur la montagne de l'assemblée, À l'extrémité du septentrion ; Je monterai sur le sommet des nues, Je serai semblable au Très Haut. Mais tu as été précipité dans le séjour des morts, dans les profondeurs de la fosse ». La raison de la chute semble résider dans un orgueil et une volonté de s'égaler à Dieu et cette opinion a prévalu dans la tradition chrétienne. Mais ce n'est pas le sens originel. Ce passage du livre d'Isaïe pourrait faire référence au roi déchu de Babylone, ce que semble clairement confirmer la suite (Isaïe 14, 4).
Le Livre d'Ezéchiel fait également référence à un ange déchu, un « chérubin protecteur » : « Je t'avais installé, et tu y étais, sur la sainte montagne de Dieu […] et ce jusqu'à ce qu'on trouve de l'injustice en toi ». Mais là encore, le texte est très clair : il s'agit du roi de Tyr, perdu par sa prospérité et son orgueil. Ezéchiel y utilise les mêmes mots que dans la célèbre prophétie sur Tyr.
Par la suite, cette autonomie sera reprise et développée mais hors du canon biblique, dans la littérature apocryphe et les croyances populaires. Ainsi, le Livre d'Hénoch, très tardif, écrit aux alentours de l'ère chrétienne, décrit la corruption des anges gardiens, séduits par les « filles de la terre ». Cette version présente dans le texte éthiopien, cohabite avec celle d'un autre texte plus récent appelé le livre d'Hénoch slave, qui présente l'ambition de défier Dieu en se plaçant sur un pied d'égalité comme l'origine de la chute de Lucifer. Cette littérature établit donc un lien entre le démon et la sexualité, ainsi qu'avec les femmes qui sera largement repris et amplifié au Moyen Âge, Alors même que le Livre d'Hénoch n'a pas été considéré comme canonique, ni par les Chrétiens, ni par le judaïsme talmudique. Toutefois, le Livre d'Hénoch reprend et développe un curieux passage de la Genèse qui fait mention de l'attirance, purement sexuelle, des "anges" pour les belles filles de la Terre, dont ils ont des enfants… (Genèse, 6, 1-4). Mais ce passage est très éloigné du récit postérieur de la "chute des anges rebelles".

#### Satan
Après l'exil et la réduction en esclavage à Babylone au VIe siècle av. J.-C., les Juifs s'interrogent sur leur statut de peuple élu. L'incompréhension des Juifs qui peinent à accepter leurs propres péchés comme seule justification des fléaux qui s'abattent sur eux amène à des développements théologiques dont on retrouve la trace principalement dans le Livre de Job. Ce passage marque en effet la première apparition explicite de Satan. Littéralement « adversaire » ou quelqu'un qui s'oppose, le personnage apparaît plusieurs fois dans l'Ancien Testament et peut-être traduit de différentes manières en fonction du contexte ; le Livre de Job est néanmoins la première apparition nominative, explicite (on ne parle plus de "serpent" par exemple) de celui-ci. Il y apparaît comme un tourmenteur de l'humanité, personnifiée pour l'occasion par Job, un tourmenteur que Dieu ne laisse agir que dans les limites de ce que l'humanité peut supporter et pour rendre volontaire son choix de Dieu. En effet, le satan (ce n'est pas encore un nom propre !) soutient à Yahvé que la fidélité de Job n'est que le résultat des bontés qui lui ont été accordées et que si sa foi était mise à l'épreuve, sa loyauté ne durerait pas. "Le" satan se voit donc accorder par Dieu la liberté de faire le mal dans le seul but de tester la sincérité de la foi de Job. Alors le Seigneur dit à l'Adversaire : « Soit ! Il est en ton pouvoir ; respecte seulement sa vie ». Cependant, malgré toutes les épreuves, Job ne renie pas son dieu : « Sorti nu du ventre de ma mère, nu j'y retournerai. Le Seigneur a donné, le Seigneur a ôté : Que le nom du Seigneur soit béni. » L'essentiel du texte du Livre de Job est constitué par le dialogue avec ses quatre amis au cours duquel Job exprime la détresse de l'humanité face à une adversité qu'elle ne parvient pas à s'expliquer. Ce texte est fondamental dans la compréhension du personnage de Satan dans la tradition judéo-chrétienne, même si, dans le livre de Job, il n'est désigné que par sa fonction (l'Accusateur) et non par un nom personnel. S'il n'a pas le statut d'égal de Dieu, il a son autonomie.
Toutefois, dans Job, le "Cheitan", (l'Adversaire, l'Accusateur) n'est aucunement le mal incarné, l'ennemi de Dieu, le Seigneur des Ténèbres. Il est un ange parmi d'autres, convoqué deux fois à l'assemblée des anges, une sorte de "conseil des ministres" divin. "Le jour advint où les Fils de Dieu se rendaient à l'audience du Seigneur. L'Adversaire vint aussi parmi eux. [Job, 1, 6]." Dieu lui parle familièrement, sans animosité ni acrimonie, "D'où viens-tu ? [L'Adversaire répond qu'il se promenait : "De parcourir la Terre et d'y rôder"], Dieu poursuit : "As-tu remarqué mon serviteur Job ?", et il le met au défi de faire blasphémer Job. On est encore très loin du diable chrétien qui emprunte bien plus ses traits aux religions dualistes iraniennes.
Dans le Premier Livre des Chroniques, le mot śāṭān apparaît à la forme indéfinie et c'est le seul endroit dans la Bible hébraïque où cette forme désigne peut-être un nom propre (« Satan ») et pas un nom commun (« un satan »). Ce passage indique que c'est Satan qui a incité David à recenser le peuple. Dans le passage parallèle du Premier Livre de Samuel, c'est pourtant Yahweh qui est à l'origine de ce recensement. Différentes explications ont été proposées pour expliquer ce transfert de responsabilité de Yahweh à Satan. Lorsque l'auteur des Chroniques retravaille le livre de Samuel, il a pu vouloir exonérer Yahweh d'un acte manifestement condamnable[pourquoi ?]. Une autre explication y voit une réflexion sur l'origine du mal dans la littérature biblique tardive. La littérature ancienne, dont Samuel, ne connaît qu'une seule cause dans l'histoire humaine : Yahweh. Le Chroniste semble proposer un nouveau développement en introduisant une cause secondaire, Satan.

### Christianisme

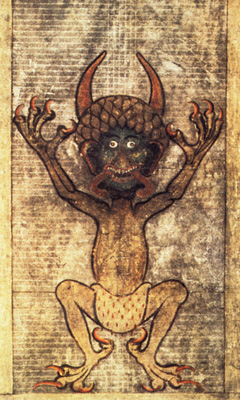
illustration du Codex Gigas (XIIIe siècle), lui valant le surnom de « bible du démon ».

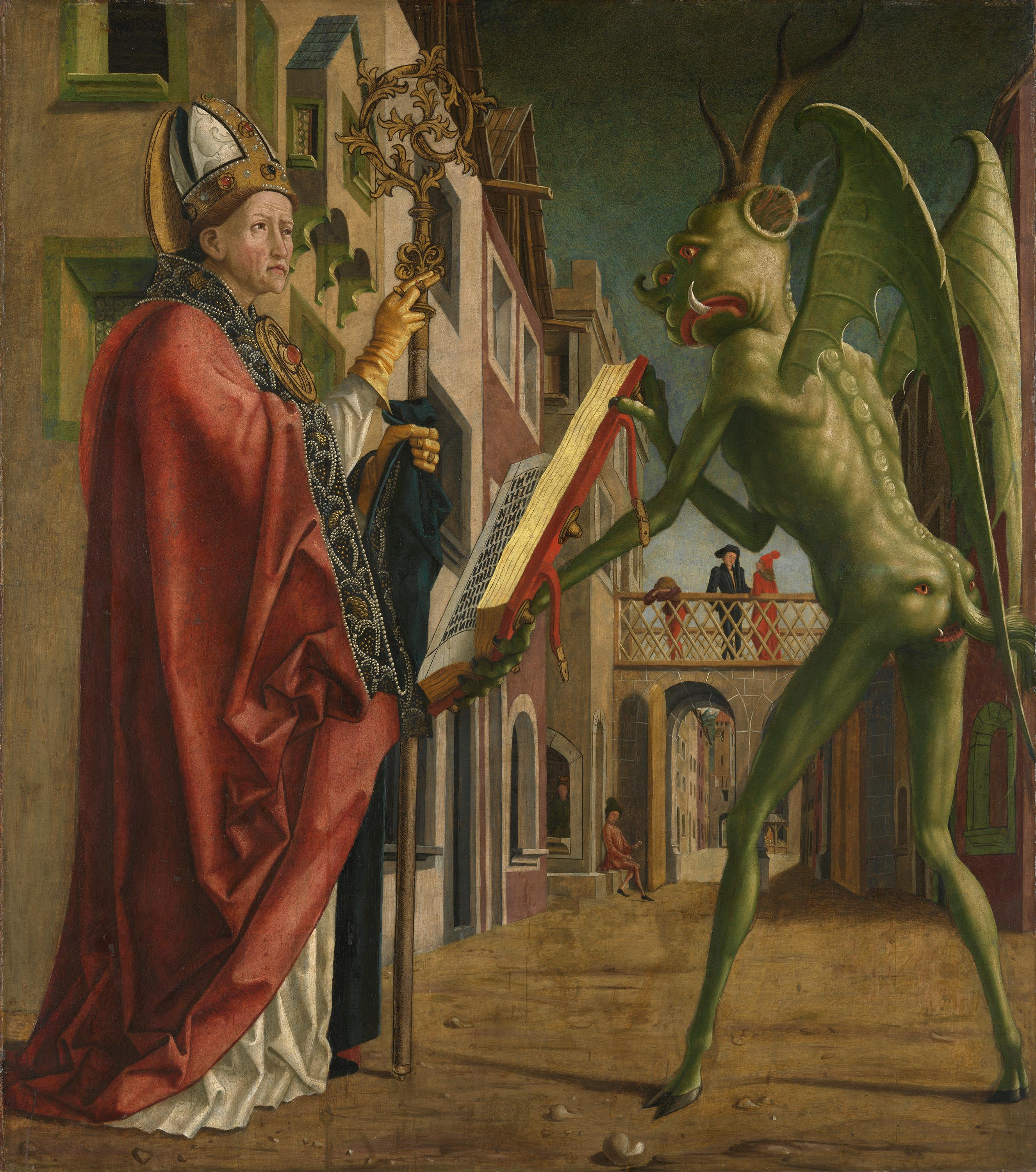
Saint Augustin et le diable, Michael Pacher (env. 1471).

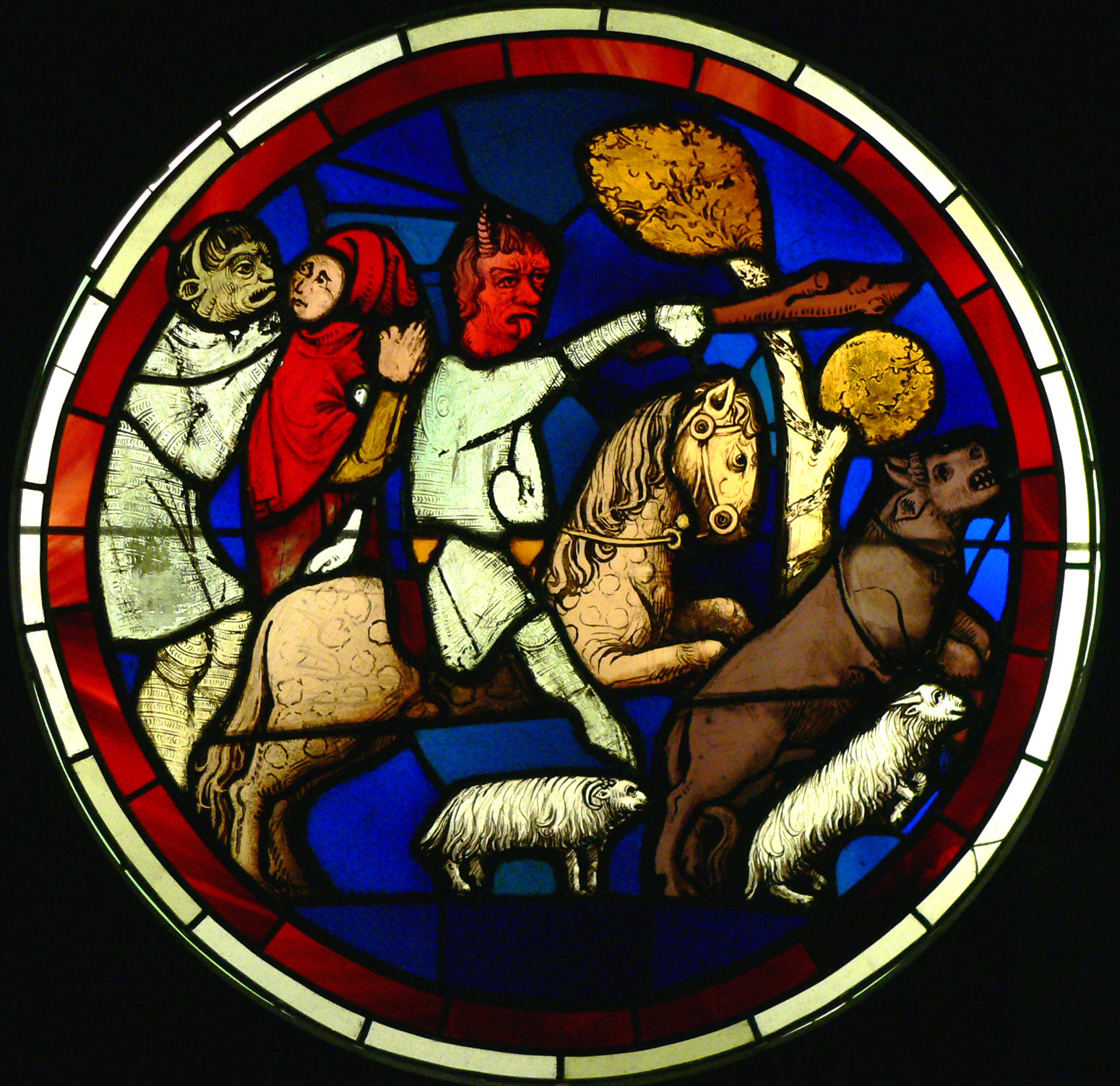
Vitrail de la Sainte Chapelle.

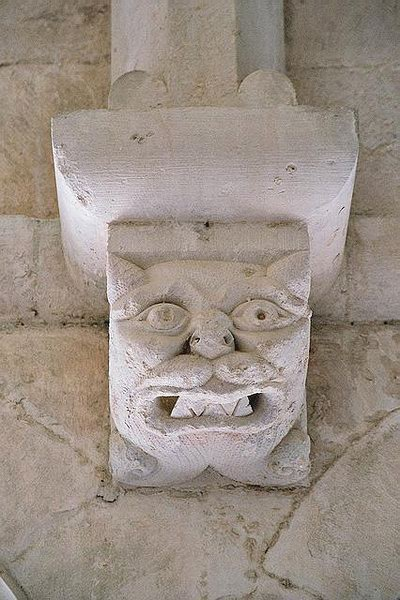
Tête de diable sculptée (abbaye de Sénanque).

#### Nouveau Testament
Les évangiles synoptiques accordent une place prédominante à l'affrontement entre Jésus et le démon, depuis les premières confrontations dans le désert jusqu'à la bataille finale sur le mont Golgotha. Jésus exorcise des démons à plusieurs reprises et insiste sur le libre arbitre de l'homme, qui doit choisir de renoncer au péché auquel incite le diable.
Le livre de l'Apocalypse expose l'unique récit d'un affrontement cosmique (chapitre 12). Le démon y prend l'aspect d'un monstre effrayant : « un autre signe parut encore dans le ciel ; et voici, c'était un grand dragon rouge, ayant sept têtes et dix cornes, et sur ses têtes sept diadèmes. Sa queue entraînait le tiers des étoiles du ciel, et les jetait sur la terre. »

#### Tentateur des hommes
Héritier du judaïsme, le christianisme reprend l'idée du diable personne et non notion ; une personne qui agit, et non seulement sur le plan moral par la tentation des fidèles, mais qui agit dans le monde et le séduit pour le séduire et l'amener contre les fidèles de Dieu : les Égyptiens contre Israël, l'Empire romain contre les premiers chrétiens. La vérité ne pouvant que séduire dans la pensée chrétienne, les persécutions ne peuvent s'expliquer que par l'action du démon, venir de ses mensonges. L'Empire romain, premier persécuteur est donc naturellement le premier à se voir qualifier de légion du démon.
Cette vision se généralise progressivement pour s'étendre à toutes les divisions qui apparaissent au sein même de l'Église : le diable, le diviseur, est considéré comme à l'origine des disputes et des hérésies. Alors que le canon de la Bible n'est pas encore fixé et que les apôtres et leurs successeurs débattent encore de la nature de l'enseignement du Christ, l'accusation d'hérésie est fréquente et sous-entend une inspiration démoniaque ; les errements des autres chrétiens ne pouvant s'expliquer que par l'intervention du « prince des menteurs ». 
Le christianisme considère que si le diable est souvent à l'œuvre, il ne l'est que par le biais des hommes, qui demeurent responsables de leurs actes : le premier concile de Braga, dans son canon 8, déclare qu'il ne peut être à l'origine des catastrophes naturelles. Le pape François précise en 2014 : « À cette génération, et tant d'autres, on a fait croire que le diable est un mythe, une image, une idée, l'idée du mal. Mais le diable existe et nous devons lutter contre lui. C'est ce que dit Saint-Paul, ce n'est pas moi qui le dis ! La parole de Dieu le dit. »
La question du libre arbitre est notamment évoquée en 2017 par le supérieur général des Jésuites Arturo Sosa, qui déclare : « Le mal fait partie du mystère de la liberté. Si l'être humain est libre, vous pouvez choisir entre le bien et le mal. (...) Nous avons des figures symboliques, comme le diable, pour exprimer le mal,. »

#### Chef des anges déchus
Selon l'enseignement du Catéchisme de l'Église catholique, les anges furent tous créés par Dieu pour être bons, mais certains devinrent mauvais et se retournèrent contre leur créateur. Les anges n'ayant pas besoin de la foi puisqu'ils ont déjà la connaissance de toutes les choses célestes, leur rébellion contre Dieu constitue un acte impardonnable.

#### Représentations

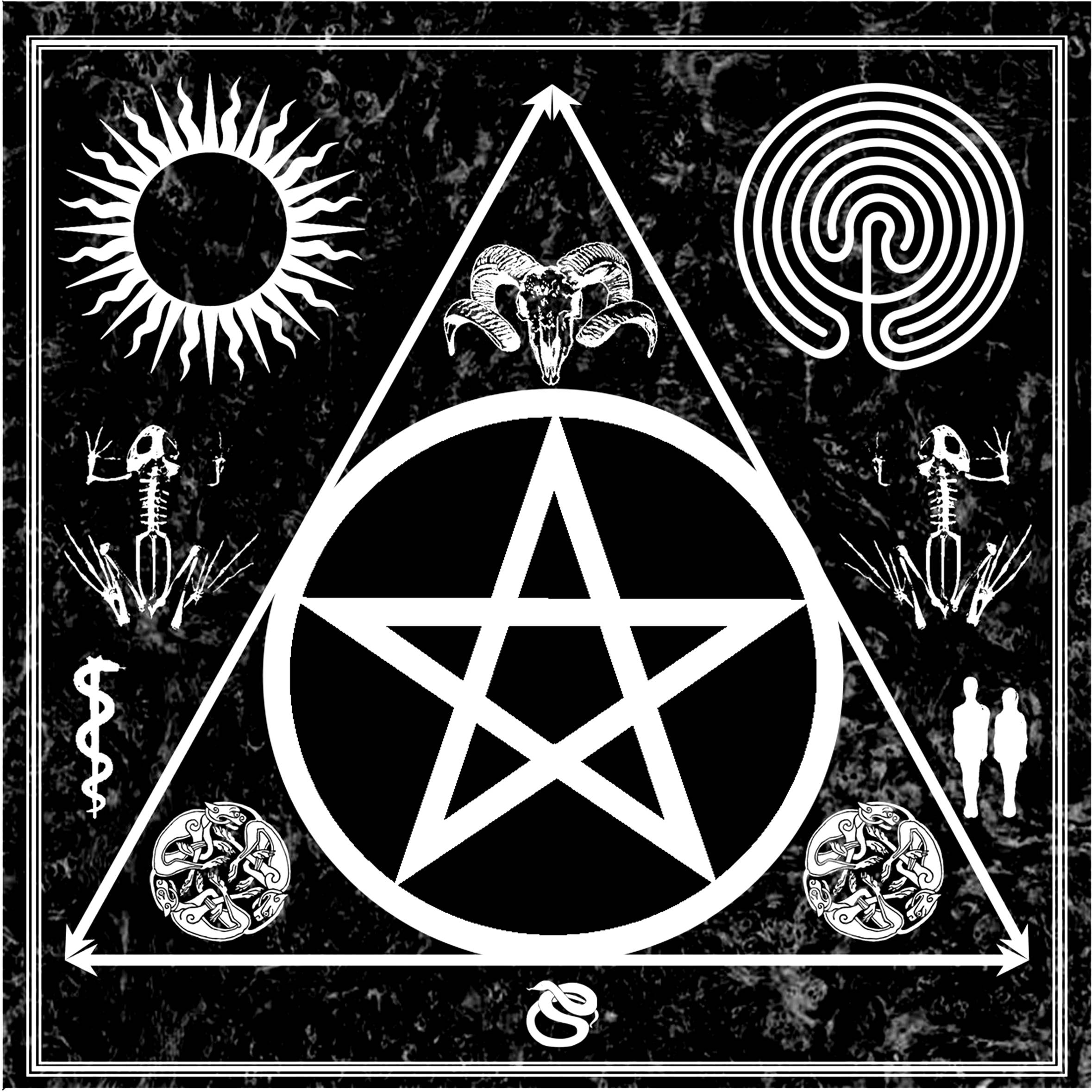
Les symboles associés au diable.

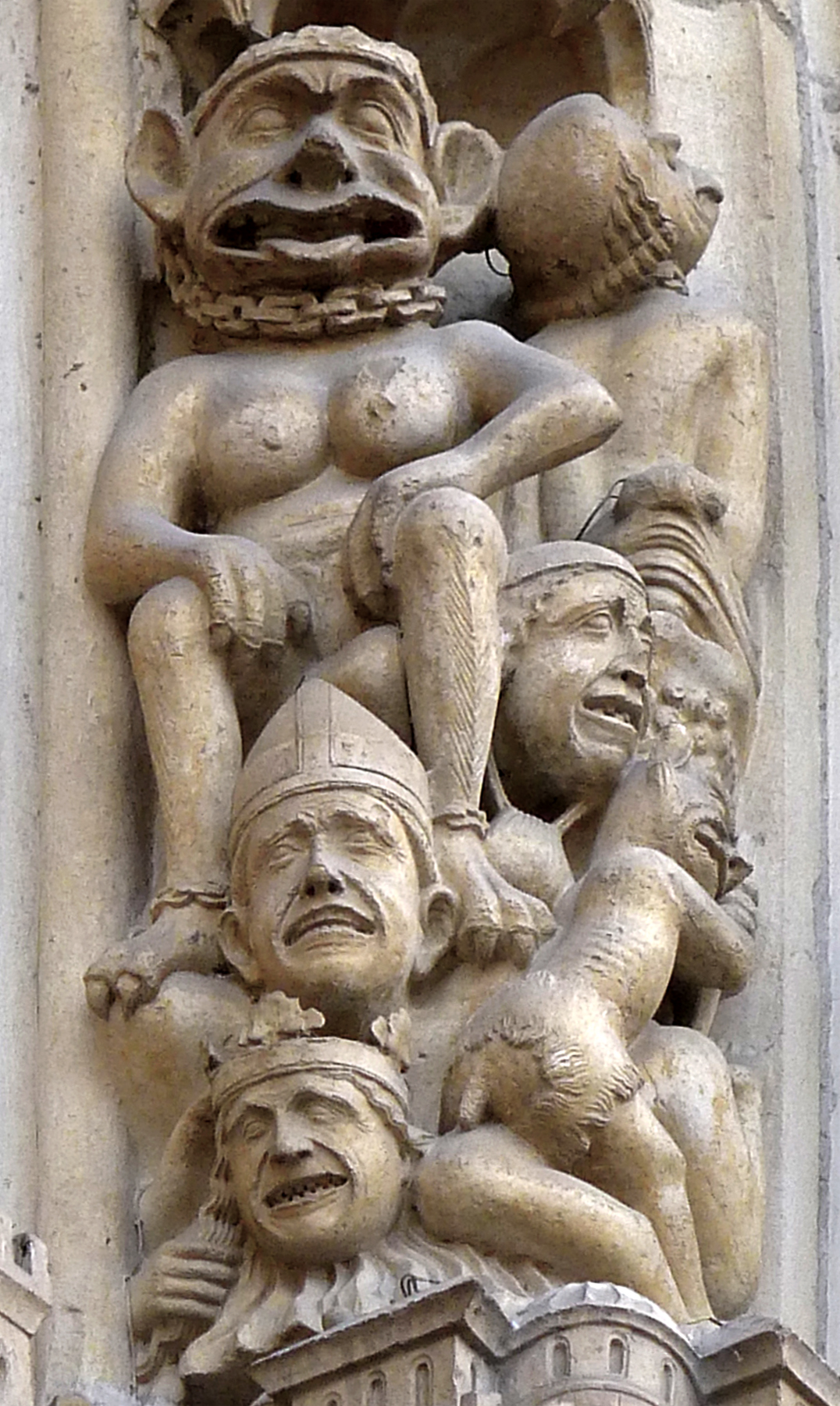
Une vision de l'enfer, dans laquelle un diable (ou diablesse ?) écrase les damnés (bas-relief du portail du Jugement dernier de la cathédrale Notre-Dame de Paris).

Parler du diable est une chose familière et commune aux chrétiens. Sa nature et ses pouvoirs sont définis peu à peu et si les théologiens débattent de ces questions sur le plan spirituel, la masse des croyants conserve une vision très imagée du démon. Le Malin est généralement représenté comme une figure humaine dégénérée plus que comme un monstre surnaturel. Sur le plan profane, les contes populaires qui le mettent en scène font de lui un adversaire sans grand pouvoir et aisément trompé. Ses représentations sont d'ailleurs quasi inexistantes avant le VIe siècle (sa première représentation connue figure dans une église de Ravenne, sous les traits d'un beau jeune homme, un ange bleu assis à la droite de Dieu).
À partir du Haut Moyen Âge, l’iconographie chrétienne représente le diable comme un être anthropomorphe effrayant, velu, avec des cornes, des griffes et les caractéristiques du bouc (cornes, pieds et queue fourchue), représentations qui proviendraient du folklore de l'incube, du dieu romain Pan ou encore des satyres. Cette iconographie ne devient vraiment courante et accessible qu'avec les églises romanes dont la statuaire et les vitraux donnent corps au démon décrit dans les Historiæ du moine Raoul Glaber qui est le premier, au début du XIe siècle, à décrire le diable issu d'un de ses songes comme un être de petite taille, la peau ridée, un visage difforme, le crâne allongé avec un museau de chien et des oreilles hérissées, une barbe de bouc, des griffes, les cheveux sales et raides, les dents d’un chien, une bosse sur le dos, les fesses pendantes, les vêtements malpropres.
Le diable sort de la sphère des théologiens et des monastères au XIIe siècle, les croyances populaires opérant un syncrétisme entre des forces surnaturelles païennes et des éléments chrétiens de base, aussi le diable prend-il des apparences innombrables.
La représentation du diable de plus en plus gros et bestial à partir du XIIe siècle traduit la volonté des Églises catholique d’éduquer la population par la peur (notion de l’ordre et intervention du démon lorsque les lois sont transgressées), par le biais de la littérature notamment (telle la démonologie qui se développe au XVe siècle ou la littérature des livres du diable (de) en Allemagne à partir des années 1545), mais, malgré la diffusion des ouvrages, cette pédagogie touche peu les masses populaires. Cette religion de la peur ne devient efficace qu'à partir du XVIe siècle et atteint son apogée au XVIIe siècle, comme l'attestent l'œuvre sur les homélies dominicales de l'évêque Jean-Pierre Camus, les histoires des almanachs ou les faits divers relatés dans les « canards sanglants ». La multiplicité des représentations folkloriques du diable fait que la pédagogie de la peur décline à partir du siècle des Lumières qui voit les philosophes combattre l'"Obscurantisme religieux".
Par la suite, la représentation du diable s'humanise, suscitant l'empathie des artistes qui le représentent, voyant en lui la face sombre des pulsions de l'Homme.
À partir du XIXe siècle, apparaissent les symboles les plus courants associés au diable :
- les croix renversées ;
- le pentagramme (voir ci-dessus Dans la chrétienté) ;
- le serpent, le crapaud et les bêtes à cornes (bouc, etc.) ;
- le triangle noir, symbole de la haine.

La déchristianisation au XIXe et XXe siècles s'accompagne d'une régression de l'image terrifiante du diable, même si celui-ci peut réapparaître sous la forme de pratiques telles que le satanisme, le spiritisme ou la parapsychologie.

### Islam
Dans la religion musulmane, le diable est appelé « Šayṭān » (arabe : شيطان) dont le nom propre est Iblis.
Lorsqu'Allah (Dieu) créa le premier homme nommé « Adam », Il demanda à tous les anges de se prosterner devant lui, mais Iblis (un djinn ou un ange maléfique), refusa, prétendant que lui qui a été créé de feu ne se prosternerait pas devant un être créé d'argile. Il s'est donc enflé d'orgueil et c'est ainsi de par son arrogance et le refus d'obéir à Dieu qu'il fut maudit. Iblis, dans son orgueil demanda alors à Dieu par défiance de lui accorder un délai (le laisser vivre jusqu'à la fin du monde) pour égarer les hommes (qu'il hait) du droit chemin. Allah lui accorda ce délai.

Adam et sa femme furent placés au paradis ; Allah leur accorda de jouir de tout ce qui s'y trouvait, seul un arbre leur était défendu. Iblis les induisit en erreur, en leur faisant croire qu'Allah leur interdisait l'arbre en question car manger de celui-ci les transformerait en anges (créatures de lumière). Le couple céda à la tentation et Allah les fit descendre sur Terre. Dans la religion islamique, et à la différence de la plupart des traditions chrétiennes, la responsabilité de la chute n'est pas attribuée à Ève seule[réf. nécessaire]. Il est simplement dit que le Démon les tenta. Quand le mot « satan » est utilisé comme nom propre, il s'agit du chef des démons, Iblis. De plus, les personnes méchantes et les djinns mauvais, s'ils suivent Iblis, s'appellent « satan ». Il y a aussi une autre catégorie d'esprits appelée satan. Celui-là est comparable des démons et toujours mauvais. Les démons, comme les djinns, sont créés à partir du feu.
« Sourate XV-27 : Quant aux Djinns,

nous les avions créés, auparavant,

d'un feu d'une chaleur ardente. »
Iblis s'est enflé d'orgueil et il déteste les humains. Il a des enfants qui sont des démons à son service. Iblis et ses acolytes n'ont de cesse d'égarer les hommes depuis la nuit des temps par tous les moyens imaginables ; Iblis circonvient les humains en leur présentant le Mal sous des apparences trompeuses, il les jette dans l'aberration et suscite toutes les formes de mécréances.

## Psychanalyse
Au début du XXe siècle, Sigmund Freud tente la première approche scientifique des cas de "possession". En étudiant dans Une névrose démoniaque au XVIIe siècle un cas de supposée possession démoniaque en pleine chasse aux sorcières, il suggère que les accusations portées expriment en fait le refoulement des pulsions sexuelles que la morale de l'époque réprouve particulièrement. Freud explique que « le diable n'est pas autre chose que l'incarnation des pulsions anales érotiques refoulées »[réf. souhaitée].

## Médias

### Aspect et noms
La représentation la plus classique est celle d'un personnage rouge (vert dans l'iconographie plus ancienne), associé aux flammes, à la tête humaine et portant des cornes, un trident, des membres inférieurs de un bouc et une longue queue. On le retrouve également sous plusieurs noms :
- L'Adversaire
- Ahriman
- Asmodée
- Astaroth
- Azazel
- Balazs
- Belzébuth
- Iblis ou Shaytan
- Legion
- Lucifer
- Le Cornu
- le démon
- le Malin
- le Maufé
- Mastéma
- Méphistophélès (en quelque sorte son messager)
- Satan (latin : Satanast)
- Semiasas
- Sheitan
- Woland (son nom dans Le Maître et Marguerite)
- Samaël (il s'agit de son nom angélique avant sa chute aux enfers)
- Abbadon

On utilise également l'interjection « Diantre ! », euphémisme de diable.

### Dans les arts
- L'Enfer de Dante
- Le Paradis perdu de Milton
- Faust de Goethe

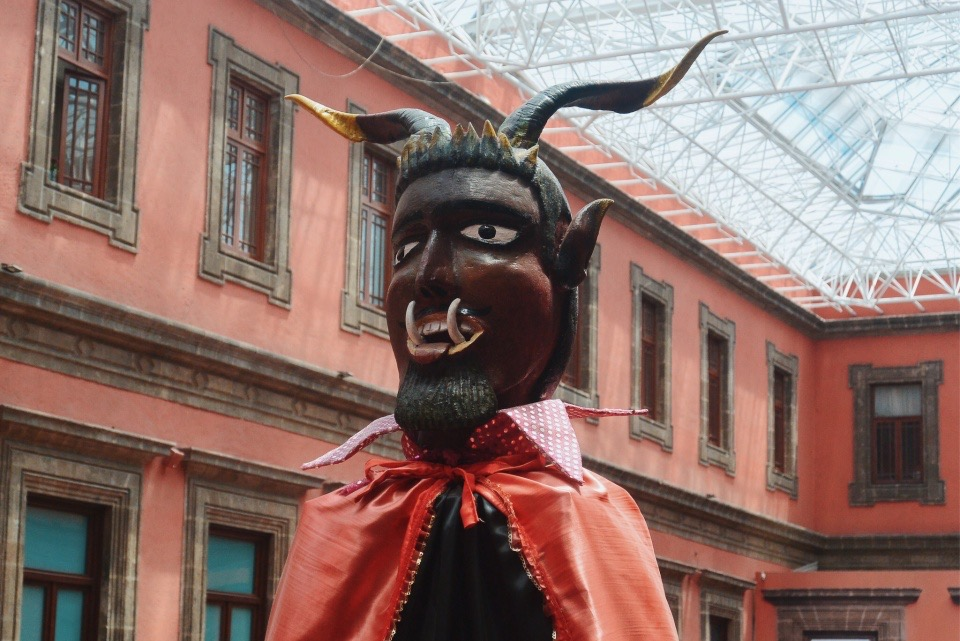
Représentation dans le folklore mexicain

- Sous le soleil de Satan de Bernanos
- Le Diable, nouvelle de Tolstoï
- Le Portrait, nouvelle de Gogol
- Le Diable amoureux, de Cazotte
- Une vieille maîtresse, de Barbey d'Aurevilly, sous les traits de la Vellini
- La Danse avec le Diable de Günther Schwab
- Le pacte avec le Diable, thème récurrent dans la littérature. Notons toutefois que dans la littérature populaire et le folklore, le Diable, très naïf, est le plus souvent "roulé" par les hommes.
- Deux acteurs pour un rôle de Théophile Gautier
- Le Maître et Marguerite de Mikhaïl Boulgakov. Un diable très "positif", antistalinien…
- Le Diable de Marina Tsvetaïeva
- Peter Schlemihl d'Adalbert von Chamisso
- Conte de ma mère l'oie, nouvelle de Vladimir Nabokov
- La nuit aveuglante d'André de Richaud
- Le Psychopompe, album de Gabriel Delmas
- La Comédie du diable d'Honoré de Balzac
- Le Diable à Paris (Jules Hetzel, George Sand, Paul Gavarni, Honoré de Balzac, Alfred de Musset)
- Toute la littérature romantique anglaise (Le Moine, Melmoth, etc.)
- "Le Lendemain du Jugement dernier", roman de science-fiction de James Blish (Blish était catholique pratiquant).
- Les mystères du Moyen Âge
- Films : avec 848 représentations au cinéma, il est le personnage le plus fréquent devant le Père Noël (819), Jésus Christ (354), Dieu (351), Napoléon (337) et Adolf Hitler (335) voir Catégorie:Film mettant en scène le diable[34]

- Lucifer série policière et de sciences fiction de Netflix.
- Les Nouvelles Aventures de Sabrina série fantastique et d'horreur de Netflix